# North Ferriby United Association Football Club

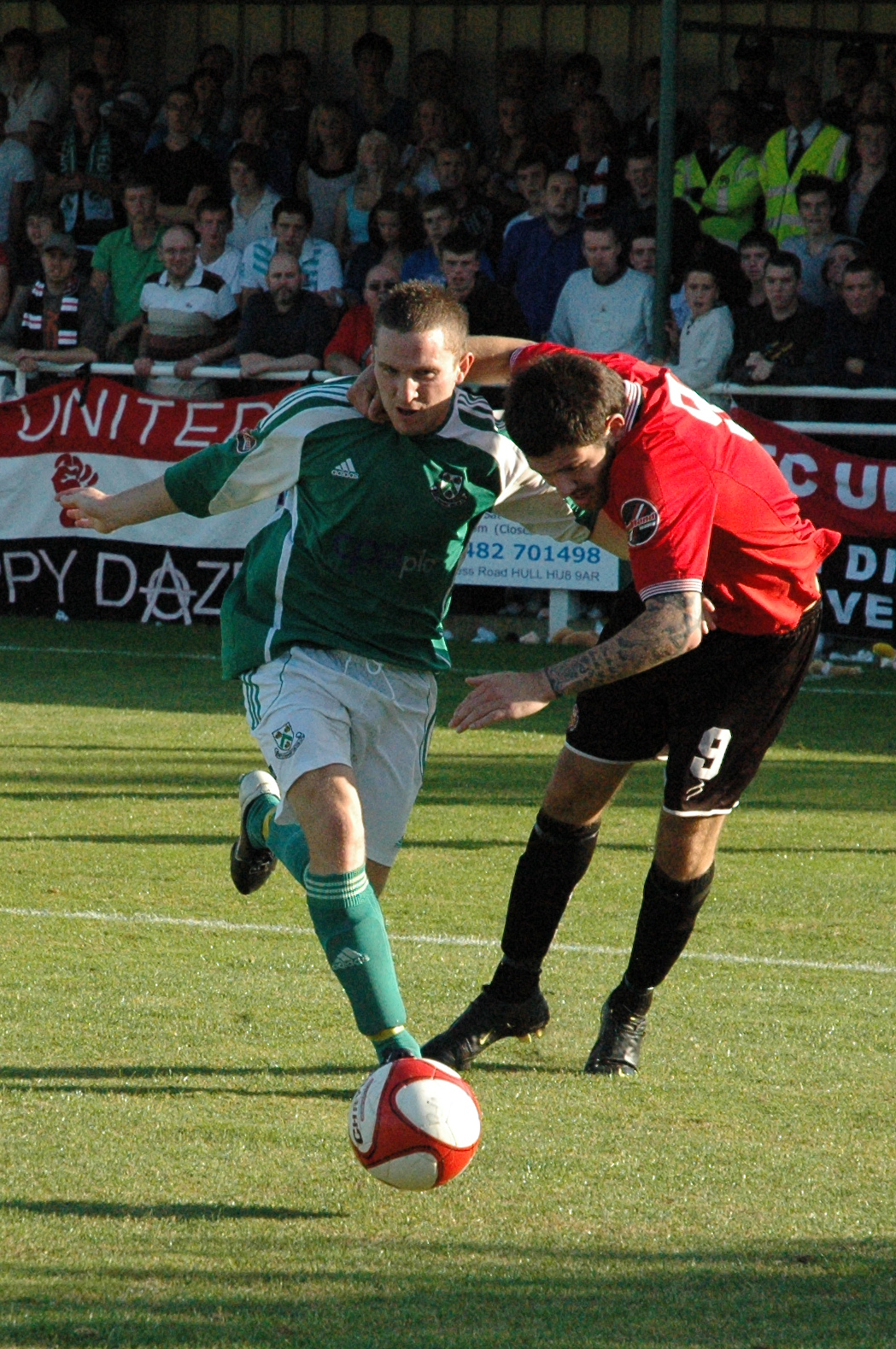
Russell Fry en el partido del North Ferriby United ante el F.C. United of Manchester por la FA Cup de la temporada 2009–10.

El North Ferriby United AFC fue un equipo de fútbol de Inglaterra que jugó en la Conference North, la sexta categoría de fútbol en el país.

## Historia
Fue fundado en el año 1934 en la ciudad de North Ferriby del East Ridding of Yorkshire, aunque fue hasta el año 2005 que consigue jugar en la Northern Premier League por primera vez, y en la temporada 2013 asciende por primera vez a la Conference North, y en su tercera temporada en la liga consigue el ascenso a la Conference National por primera vez en su historia. en 2019 fue liquidado por problemas económicos. Se formó un club fenix llamado North Ferriby FC.

## Palmarés

### Liga
- Northern Premier League Premier Division: 1

2012–13.
- Northern Premier League Division One: 1

2004–05
- Northern Counties East Football League Premier Division: 1

1999–2000
- Northern Counties East Football League Division One: 1

1985–86
- Yorkshire Football League Division Two: 1

1970–71

### Copa
- FA Trophy: 1

2014–15
- Northern Premier League Challenge Cup: 2

2011–12, 2012–13
- Northern Counties East Football League Presidents Cup: 3

1990–91, 1998–99, 1999–2000
- East Riding Senior Cup: 17

1970–71, 1976–77, 1977–78, 1978–79, 1990–91, 1996–97, 1997–98, 1998–99, 1999–2000, 2000–01, 2001–02, 2002–03, 2006–07, 2007–08, 2008–09, 2009–10, 2010–11